# İsmail YK
İsmail YK (* 5. Juli 1978 in Hamm; eigentlich İsmail Yurtseven) ist ein türkischer Popmusiker. Zusammen mit seinen Geschwistern trat er im Kindesalter als Yurtseven Kardeşler (Geschwister Yurtseven) auf. Das YK in seinem Künstlernamen weist darauf hin.

## Werdegang
Sein erstes Soloalbum Şappur Şuppur veröffentlichte er im Mai 2004; weltweit wurden mehr als eine Million Exemplare verkauft.
Sein zweites Album Bomba Bomba erschien zwei Jahre später und wurde in der Türkei das meistverkaufte Album des Jahres 2006.
Das dritte Album Bas Gaza folgte im Jahr 2008. Alle seine Alben erschienen bei Avrupa Müzik, die seit 2005 auch die Yurtseven Kardeşler verlegen. Alle drei Alben und diverse Singleauskopplungen erreichten Chartplatzierungen in der Türkei.
İsmail YK hatte 2006 einen Gastauftritt in der Serie Selena und spielte 2007 in der Serie Korkusuzlar.
Zu besonderer Popularität in Deutschland gelangte 2012 sein Titel Git Hadi Git, welcher in einem millionenfach auf Youtube verbreiteten Video der Netzkünstlerin Coldmirror als Keks, alter Keks parodiert wurde. Sein erfolgreichster Hit ist das Lied 80 80 160, welches auf YouTube über 82 Millionen Aufrufe hat. In diesem Videoclip spielt die Schauspielerin Seda Çetintaş, wie auch in Kiyamet Kopar und Kibarım, die weibliche Hauptrolle.
In seiner bisherigen Musiklaufbahn machte er mit weiteren zahlreichen Hits wie Şappur Şuppur, Nerdesin, Bombabomba.com (90 60 90), Allah Belanı Versin, Bas Gaza (Türkiye), Çılgın (Facebook), 80 80 160, Meyhoş Oldum oder Tansiyon auf sich aufmerksam.

## Diskografie

### Alben
- 2004: Şappur Şuppur
- 2006: Bombabomba.com
- 2008: Bas Gaza
- 2009: Haydi Bastır
- 2011: Psikopat
- 2012: Metropol
- 2015: Kıyamet
- 2018: Tansiyon

### EPs
- 2017: Geber
- 2017: 80 80 160

### Singles
| - 2004: Şappur Şuppur (Hintergrundstimme: Dila Yurtseven) - 2004: Üfle - 2004: Nerdesin - 2004: Son Defa - 2005: Tıkla - 2005: İsterim Seni - 2006: Bombabomba.com (90 60 90) (Hintergrundstimme: Dila Yurtseven) - 2006: Allah Belanı Versin - 2006: Git Hadi Git - 2007: Bu Şarkının Sözleri Yok - 2007: Şekerim - 2008: Sarı Kırmızım.com - 2008: Bas Gaza (Türkiye) (Hintergrundstimme: Dila Yurtseven) - 2008: Yar Gitme - 2008: Seviyorum Seni (mit Ebru Yaşar) - 2009: Bir Numara - 2009: Haydi Bastır - 2009: Çılgın (Facebook) - 2010: Neden - 2010: Kudur Baby - 2010: Dokuz Mevsim - 2011: One Minute - 2011: Sanane - 2011: Psikopat - 2011: Duydum Ki Çok Mutsuzsun - 2012: Ah Aşkım (von Seda Sayan – Hintergrundstimme) - 2012: Ben Senin Ananın - 2013: Aramanı Bekledim - 2013: Ya Senin Olurum - 2014: Doğum Günün Haram Olsun - 2014: Nasıl Mutluluklar Dilerim (mit Erkam Aydar) - 2015: Ah Leylim - 2015: Özlüyorum Ben Seni - 2016: Kıyamet Kopar - 2016: Allah Belanı Versin (Rock Version) - 2016: Zaten Ayrılacaktık (mit Mustafa Arapoğlu) - 2016: Zor Gelecek (mit Mekin) - 2017: Geber - 2017: 80 80 160 (Hintergrundstimme: Dila Yurtseven) - 2018: Meyhoş Oldum - 2018: Kibarım - 2018: Tansiyon - 2018: Bir Daha Sevmem | - 2018: Fanatik - 2018: Welcome To Turkey (mit Mr. Jade) - 2019: Damar Damar (mit Mudi) - 2019: Aşığım (mit Tanery) - 2019: Hep Seninle Olmak - 2019: Çikolatam - 2019: Yala Dur - 2020: Oha - 2020: Yaktırdın Bir Sigara - 2020: Ayvayı Yemiş (mit Tanery) - 2021: Hadi Ya - 2021: Dokuz Mevsim – Akustik (mit Ece Mumay) - 2021: Aşkına Memnu - 2021: Tatlı Kız - 2021: Ağlarsan Ağla - 2021: Ayrılmam (mit Hayat) - 2022: Şımarık - 2022: Bana Neden Kıydın (mit Acelya) - 2022: Cehennem - 2022: Ağzı Olan Konuşuyor - 2022: Dondurmalar Benden - 2022: Dertli Dertli - 2022: Dağlar Seni Delik Delik Delerim - 2023: Sen Gidemezsin (mit Dila Y.) - 2023: Arama Artık (mit Tanery) - 2023: Derdo Baba - 2023: Hey Siri - 2023: Sen Herkesten Tatlısın (mit Başak) - 2024: Azma (mit Ahmet Sert) - 2024: Diyarbakırlım - 2024: Gel De Of Çekme - 2024: Tribünde Kıyamet Kopar - 2024: Bekar Bekar Gezerim - 2024: Maşallah - 2024: En Sevdiğim Şarkısın - 2024: Kimse Gelmesin Yanıma (mit Tanery) - 2025: Sen Gitme Bari (mit Mustafa Arapoglu) - 2025: Sen Beni Sevmiyorsun - 2025: Gel Yare - 2025: Yeşil mi Mavi mi - 2025: Ay Ay Ay - 2025: O Seni Görmek İstemiyor (mit Zeynep Yurtseven) |

## Filmografie
Filme
- 2009: Oyun Başladı

Serien
- 2006: Selena
- 2007: Korkusuzlar

## Auszeichnungen
- 2007: Kral Türkiye Müzik Award in der Kategorie Bester Fantezi-Musiker
- 2008: Kral Türkiye Müzik Award in der Kategorie Bester Fantezi-Musiker
- 2009: Kral Türkiye Müzik Award in der Kategorie Bester Fantezi-Musiker